# Чемпионат мира по фехтованию 1982
Чемпионат мира по фехтованию 1982 года прошёл в Риме (Италия) с 15 по 24 июля. Среди мужчин соревнования проходили в личном и командном зачёте по фехтованию на саблях, рапирах и шпагах, среди женщин — только первенство на рапирах в личном и командном зачёте.
Чемпионат известен трагическим случаем. 20 июля 1982 года в поединке Владимира Смирнова с Маттиасом Бером из ФРГ у немецкого спортсмена сломалась рапира, обломок которой пробил маску Смирнова и через глаз нанёс травму мозга. Через неделю советский рапирист скончался в больнице. Это позже привело к повышению требований к качеству экипировки в области безопасности.

## Общий медальный зачёт
| Место | Страна    | Золото | Серебро | Бронза | Всего |
| ----- | --------- | ------ | ------- | ------ | ----- |
| 1     | СССР      | 4      | 1       | 1      | 6     |
| 2     | Венгрия   | 2      | 1       | 3      | 6     |
| 3     | Италия    | 1      | 3       | 2      | 6     |
| 4     | Франция   | 1      | 2       | 0      | 3     |
| 5     | Швейцария | 0      | 1       | 0      | 1     |
| 6     | ФРГ       | 0      | 0       | 1      | 1     |
| 6     | ГДР       | 0      | 0       | 1      | 1     |
| Всего | Всего     | 8      | 8       | 8      | 24    |

## Медалисты

### Мужчины
| Дисциплина                  | Золото                                                                                  | Серебро                                                                                             | Бронза                                                                                |
| --------------------------- | --------------------------------------------------------------------------------------- | --------------------------------------------------------------------------------------------------- | ------------------------------------------------------------------------------------- |
| Шпага Личное первенство     | Йенё Пап                                                                                | Филипп Рибу                                                                                         | Эрнё Кольцонаи                                                                        |
| Шпага Командное первенство  | Франция · Оливье Ленгле · Филипп Буасс · Мишель Салесс · Филипп Рибу                    | Швейцария · Даниэль Гигер · Оливье Каррар · Габриэль Нигон · Патрис Гелль · Мишель Поффе            | Венгрия · Эрнё Кольцонаи · Йенё Пап · Золтан Секели · Иштван Геллеи · Петер Такач     |
| Рапира Личное первенство    | Александр Романьков                                                                     | Мауро Нума                                                                                          | Федерико Черви                                                                        |
| Рапира Командное первенство | СССР · Александр Романьков · Владимир Апциаури · Юрий Лыков · Владимир Логвин           | Франция · Дидье Фламан · Паскаль Жолио · Фредерик Петрушка · Филипп Омнес · Патрик Грок             | Италия · Федерико Черви · Андреа Борелла · Анджело Скури · Мауро Нума · Карло Монтано |
| Сабля Личное первенство     | Виктор Кровопусков                                                                      | Андрей Альшан                                                                                       | Имре Гедёвари                                                                         |
| Сабля Командное первенство  | Венгрия · Имре Гедёвари · Пал Геревич · Дьёрдь Небальд · Золтан Надьхази · Имре Буйдошо | Италия · Джованни Скальцо · Микеле Маффей · Фердинандо Мельо · Джанфранко Далла Барба · Марко Марин | СССР · Андрей Альшан · Виктор Кровопусков · Михаил Бурцев · Сергей Казокин            |

### Женщины
| Дисциплина                  | Золото                                                                                                | Серебро                                                                                     | Бронза                                                                       |
| --------------------------- | --- | ------------------------------------------------------------------------------------------- | ---------------------------------------------------------------------------- |
| Рапира Личное первенство    | Наиля Гилязова                                                                                        | Дорина Ваккарони                                                                            | Манди Никлаус                                                                |
| Рапира Командное первенство | Италия · Дорина Ваккарони · Карола Чикконетти · Анна Рита Спарачари · Клара Моки · Маргерита Дзалаффи | Венгрия · Эдит Ковач · Жужанна Сёч · Магда Марош · Гертруд Штефанек · Ильдико Шварценбергер | ФРГ Корнелия Ханиш Ингрид Лозерт Сабина Бишофф Гудрун Лоттер Кристиане Вебер |